# Helen McCrory
Helen McCrory, née le 17 août 1968 à Londres et morte le 16 avril 2021 dans la même ville, était une actrice britannique.
Elle était connue pour avoir interprété Polly Gray l'un des personnages centraux de la série Peaky Blinders.

## Biographie

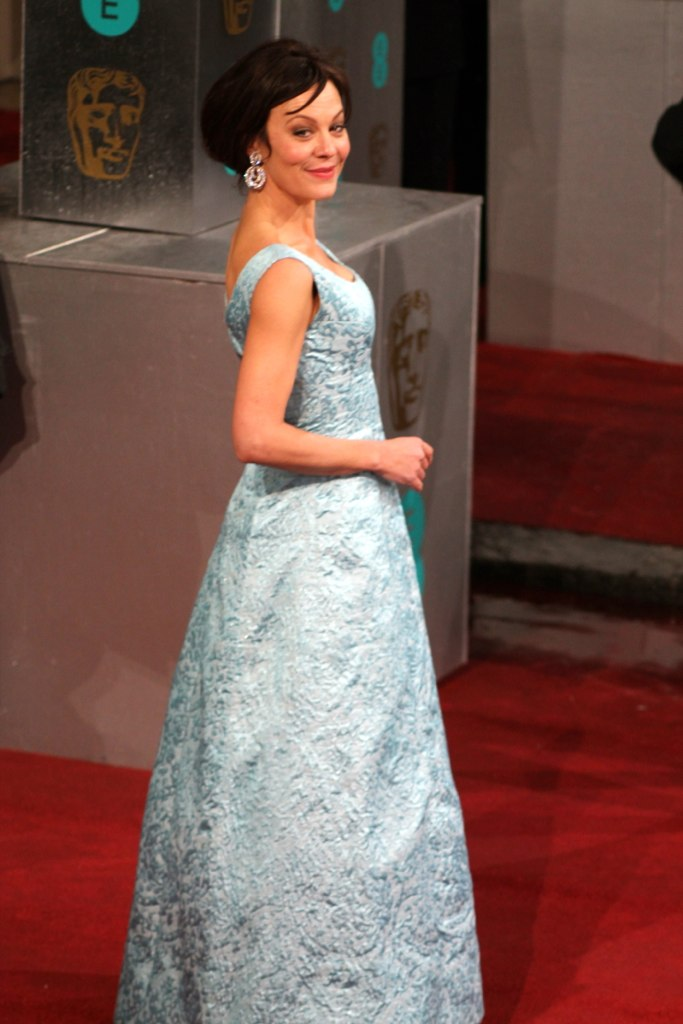
Helen McCrory en 2013.

Née le 17 août 1968 d'un diplomate écossais et d’une mère galloise, Helen McCrory passe son enfance à voyager à travers le monde, notamment en Norvège, au Nigeria, Cameroun, à Zanzibar et en France. À 17 ans, elle s'inscrit à l'université des arts de Londres pour des cours d’arts dramatiques.

### Mort
Helen McCrory meurt le 16 avril 2021 à la suite d'une longue bataille contre le cancer du sein,. Son mari, l'acteur Damian Lewis, annonce sa mort par un communiqué relayé sur son compte Twitter : « La belle et puissante femme qu'est Helen McCrory est morte paisiblement chez elle »,, peut-on lire dans cette déclaration.

### Vie privée
Helen McCrory s'est mariée avec l’acteur Damian Lewis en juillet 2007. Le couple a eu deux enfants : une fille, Manon Lewis, et un garçon, Gulliver Cameron Lewis, nés en 2006 et 2007,.

## Carrière
Elle est sélectionnée en 2002 pour le « London Evening Standard Award de la meilleure actrice » à la suite de son rôle d'Elena dans Oncle Vania de Tchekhov.
Parallèlement à une carrière de comédienne de théâtre, elle joue dans des séries télévisées et des téléfilms, notamment dans Anna Karénine (2000), Carla (2003) et Charles II : The Power and the Passion (2003). Elle apparaît dans des films comme Entretien avec un vampire, La Vengeance de Monte-Cristo, ou encore The Queen, où elle interprète Cherie Blair, l’épouse du Premier ministre britannique Tony Blair.
En 2006, elle est pressentie pour jouer Bellatrix Lestrange dans Harry Potter et l'Ordre du Phénix, mais sa grossesse modifie ses projets.
En 2009, elle obtient finalement le rôle de Narcissa Malefoy, sœur de Bellatrix, dans la série de films Harry Potter.
En 2012, elle interprète une ministre de la Défense britannique dans le film Skyfall.
De 2013 à sa mort en 2021, elle incarne Polly, la matriarche du clan Shelby dans la série Peaky Blinders . Elle décède cependant lors du tournage de la sixième saison sans pouvoir terminer ses scènes. Par conséquent, le script a dû être modifié durant le tournage.

## Théâtre
- 2014 : Medea au Royal National Theatre : Médée
- 2016 : The Deep Blue Sea (en) au Royal National Theatre : Hester Collyer

## Filmographie

### Cinéma

#### Longs métrages
- 1994 : Entretien avec un vampire (Interview with the Vampire: The Vampire Chronicles) de Neil Jordan : une prostituée
- 1994 : Qui a tué le chevalier ? (Uncovered) de Jim McBride : Lola
- 1997 : The James Gang de Mike Barker : Bernadette James
- 1998 : Dad Savage de Betsan Morris Evans : Chris
- 2000 : Hotel splendide de Terence Gross : Lorna Bull
- 2001 : Charlotte Gray de Gillian Armstrong : Françoise
- 2002 : La Vengeance de Monte Cristo (The Count of Monte Cristo) de Kevin Reynolds : Valentina Villefort
- 2003 : Délires d'amour (Enduring Love) de Roger Michell : Mrs Logan
- 2005 : Casanova de Lasse Hallström : la mère de Casanova
- 2005 : The Queen de Stephen Frears : Cherie Blair
- 2007 : Jane de Julian Jarrold : Mme Radcliffe
- 2008 : Flashbacks of a Fool de Baillie Walsh : Peggy Tickell
- 2009 : Harry Potter et le Prince de Sang-Mêlé de David Yates : Narcissa Malefoy
- 2009 : Fantastic Mr. Fox de Wes Anderson : Mrs Bean (voix)
- 2010 : 4.3.2.1 de Noel Clarke et Mark Davis
- 2010 : Harry Potter et les Reliques de la Mort, partie 1 de David Yates : Narcissa Malefoy
- 2011 : Harry Potter et les Reliques de la Mort, partie 2 de David Yates : Narcissa Malefoy
- 2011 : Hugo Cabret de Martin Scorsese : Mama Jeanne
- 2012 : We'll Take Manhattan (en) de John McKay (en) : Lady Clare Rendlesham
- 2012 : Flying Blind de Katarzyna Klimkiewicz : Frankie
- 2012 : Skyfall de Sam Mendes : Claire Dowar
- 2014 : Les Jardins du roi (A Little Chaos) d'Alan Rickman : Madame Le Notre
- 2015 : La Dame en noir 2 : L'Ange de la mort (The Woman in Black: Angel of Death) de Tom Harper : Jean Hogg
- 2015 : Bill de Richard Bracewell : la reine Elizabeth I
- 2016 : Une belle rencontre (Their Finest) de Lone Scherfig : Sophie Smith
- 2017 : La Passion van Gogh (Loving Vincent) de Dorota Kobiela et Hugh Welchman : Louise Chevalier

#### Courts métrages
- 2002 : Deep Down de Christin Cockerton : Dana
- 2004 : Does God Play Football de Mike Walker : Sarah Ward
- 2006 : Normal for Norfolk de Gareth Lewis : Clare
- 2012 : The Cabal Club (Soho) de Peter Jones : Stella

### Télévision

#### Séries télévisées
- 1993 : Full Stretch : Vicki Goodall
- 1993 : Performance : Jean Rice
- 1995 : Screen Two : Jo
- 1996 : The Fragile Heart : Nicola Pascoe
- 1997 : Scotland Yard, crimes sur la Tamise (Trial & Retribution) : Anita Harris
- 2000 : Anna Karenina : Anna Karenina
- 2000 : North Square : Rose Fitzgerald
- 2001 : In a Land of Plenty : Mary Freeman
- 2002 : The Jury : Rose Davies
- 2002 : Dickens : Kate Dickens
- 2003 : Charles II : The Power and the Passion : Barbara Villiers, Comtesse de Castlemaine
- 2005 : Messiah : The Harrowing : Dr Rachel Price
- 2009 : Life : Amanda Puryer
- 2010 : Doctor Who : Rosanna Calvierri
- 2011 : Phinéas et Ferb (Phineas and Ferb) : Lucy
- 2012 : Leaving : Julie
- 2013-2021 : Peaky Blinders : Polly Gray
- 2014 : Inside No. 9 : Tabitha
- 2014-2015 : Penny Dreadful : Madame Kali / Evelyn Pool
- 2015 : To Appomattox : Julia Grant
- 2015 : Horizon : la narratrice
- 2017 : Fearless : Emma Banville
- 2019 : MotherFatherSon : Kathryn Villiers
- 2019-2020 : His Dark Materials : À la croisée des mondes : Stelmaria, le dæmon de Lord Asriel (voix)
- 2020 : Roadkill : Dawn Ellison
- 2020 : Quiz : Sonia Woodley

#### Téléfilms
- 1995 : Dirty Old Town : Claire
- 1996 : Witness Against Hitler : Freya von Moltke
- 1996 :  Forest People : Gloria
- 1998 : Spoonface Steinberg : la mère
- 1998 : Stand and Deliver : Christina
- 2002 : Dead Gorgeous : Antonia Ashton
- 2003 : Lucky Jim : Margaret Peel
- 2003 : Carla : Carla
- 2004 : La Revanche de Sherlock Holmes (Sherlock Holmes and the Case of the Silk Stocking) : Mrs Vandeleur
- 2007 : Frankenstein : Dr Victoria Frankenstein
- 2010 : The Special Relationship : Cherie Blair
- 2012 : We'll Take Manhattan (en) : Lady Clare Rendlesham
- 2014 : La double vie de Tommy Cooper (Tommy Cooper: Not Like That, Like This) : Mary Kay

## Décoration
- 2017 : officier de l'ordre de l'Empire britannique[2]